# El crac
El crac és una sèrie de televisió catalana (TV3) que protagonitza i dirigeix l'actor Joel Joan estrenada el 29 de setembre de 2014 a TV3. Hi actuen actors com Joel Joan, que fa d'ell mateix; Roger Coma, que fa d'ell mateix; Assumpta Serna, que fa de Kitti Fullola; Miki Esparbé, que fa de Nico Carrillo.

## Sinopsi
Primera temporada
En Joel Joan vol aconseguir el paper d'en Moragues a la pel·lícula dirigida pel Nico (Miki Esparbé) i produïda per na Kiti Fullola (Assumpta Serna). Quan està a punt de firmar el contracte per fer del General Moragues arriba en Roger Coma, amic d'en Joel Joan, que li treu el paper. En Joel Joan, a partir d'aquest moment, interpretarà el Duc de Berwick (el dolent que arrasa Barcelona). En Joel Joan farà tot el possible per aconseguir el paper de Moragues.
Segona temporada
En Quim Masferrer es troba el Joel Joan mentre feia un foraster a Papua Nova Guinea. Havia marxat allà per allunyar-se dels seus problemes i diu que no vol tornar, però quan s'adona que és candidat a un premi Gaudí decideix tornar a Barcelona per anar a la gala i després partir novament. Es queda amb la seva dona, la Carla Casanova (Diana Gómez) i mànager d'aquesta. En la gala es troba amb la seua exnòvia, la Sandra Ferrer (Sara Espígul) i s'adona que surt amb el Julio Manrique (Julio Manrique), antic company del Joel Joan. Finalment decideix quedar-se per recuperar la Sandra, rivalitzant amb el Julio, compartint assajos en l'obra de teatre "El secret de la família Qong" dirigida per l'Àlex Gnocchi (Borja Espinosa), conegut pels seus muntatges transgressors i amb qui hauran d'enfrontar-se els actors de l'obra.

## Personatges
Primera temporada

### Principals
- Joel Joan interpreta Joel Joan, una versió ficcionada d'ell mateix. És un actor sense feina que veu en la biopic del General Moragues el paper de la seva vida.
- Miki Esparbé interpreta Nico Carrillo, director de la pel·lícula.
- Sara Espígul interpreta Sandra Ferrer, la parella del Joel Joan, també s'incorpora al rodatge en el paper de la dona del General.
- Assumpta Serna interpreta Kitty Fullola, la productora de la pel·lícula.

### Secundaris
- Diana Gómez interpreta Carla Casanova, actriu jove (molt sol·licitada i desitjada) que s'incorpora a la pel·lícula i esdevé una de les obsessions del Joel Joan.
- Roger Coma interpreta Roger Coma, una versió ficcionada d'ell mateix. Comença interpretant el General Moragues i acaba marxant a Hollywood.
- Carla Pérez interpreta la Txell, maquilladora, és la millor amiga de la Sandra.
- Rafa Delgado.
- Pau Viñals.

### Esporàdics
- Biel Duran, Marc Rodríguez i Josep Julien interpreten actors secundaris de la pel·lícula.

També han aparegut fent cameos Jordi Sànchez, Jaume Balagueró, Bibiana Ballbé, Jordi Bilbeny, Eudald Carbonell, Toni Cruanyes, Helena Garcia Melero, David Janer, Jack Johnson, Empar Moliner, Luis Pardo, Ramon Pellicer…
Segona temporada
- Joel Joan, com a Joel Joan.

- Sara Espígul, com a Sandra Ferrer.

- Diana Gómez, com a Carla Casanova.

- Julio Manrique, com a Julio Manrique.

- Borja Espinosa, com a Àlex Gnocchi.

- Lluís Soler, com a Lluís Soler.

- Laura Aubert, com a Laura.

- Jacob Valltramunt, com a Chus.

## Capítols i audiències
| Temp. | Temp. | Capítols | Data d'emissió         | Data d'emissió         | Audiència   | Audiència |
| Temp. | Temp. | Capítols | Començament            | Fi                     | Espectadors | Quota     |
| ----- | ----- | -------- | ---------------------- | ---------------------- | ----------- | --------- |
|       | 1     | 12       | 29 de setembre de 2014 | 15 de desembre de 2014 | 400 000     | 12,9%     |
|       | 2     | 12       | 16 de gener de 2017    | 4 d'abril de 2017      | 265 000     | 10,3%     |

### Temporada 1 (2014)
| N. (sèrie) | N. (temp.) | Títol                      | Data d'estrena          | Audiència       |
| ---------- | ---------- | -------------------------- | ----------------------- | --------------- |
| 1          | 1          | «El gran calamar»          | 29 de setembre del 2014 | 746 000 (21,5%) |
| 2          | 2          | «El gran combat»           | 6 d'octubre del 2014    | 541 000 (16,9%) |
| 3          | 3          | «La gran fantasia»         | 13 d'octubre del 2014   | 394 000 (11,7%) |
| 4          | 4          | «El gran cabronàs»         | 20 d'octubre del 2014   | 298 000 (10,5%) |
| 5          | 5          | «La gran colla pessigolla» | 27 d'octubre del 2014   | 308 000 (10,4%) |
| 6          | 6          | «El gran sacrifici»        | 3 de novembre del 2014  | 334 000 (10,8%) |
| 7          | 7          | «La gran depre»            | 10 de novembre del 2014 | 297 000 (9,9%)  |
| 8          | 8          | «La gran volada»           | 17 de novembre del 2014 | 406 000 (13,4%) |
| 9          | 9          | «La gran mort»             | 24 de novembre del 2014 | 315 000 (10,4%) |
| 10         | 10         | «La gran (doble) vida»     | 1 de desembre del 2014  | 394 000 (12,5%) |
| 11         | 11         | «El gran horror»           | 8 de desembre del 2014  | 360 000 (11,2%) |
| 12         | 12         | «La gran bogeria»          | 15 de desembre del 2014 | 401 000 (13,2%) |

### Temporada 2 (2017)
| N. (sèrie) | N. (temp.) | Títol               | Data d'estrena       | Audiència       |
| ---------- | ---------- | ------------------- | -------------------- | --------------- |
| 13         | 1          | «La gran tornada»   | 16 de gener de 2017  | 410 000 (14,5%) |
| 14         | 2          | «La gran farsa»     | 23 de gener de 2017  | 326 000 (11,3%) |
| 15         | 3          | «La gran família»   | 30 de gener de 2017  | 317 000 (11,4%) |
| 16         | 4          | «El gran postureig» | 6 de febrer de 2017  | 221 000 (8,2%)  |
| 17         | 5          | «El gran engany»    | 13 de febrer de 2017 | 277 000 (10,7%) |
| 18         | 6          | «El gran compromís» | 20 de febrer de 2017 | 252 000 (9,9%)  |
| 19         | 7          | «El gran suquet»    | 27 de febrer de 2017 | 281 000 (10,3%) |
| 20         | 8          | «El gran rescat»    | 6 de març de 2017    | 258 000 (10,6%) |
| 21         | 9          | «La gran gira»      | 13 de març de 2017   | 272 000 (11,1%) |
| 22         | 10         | «El gran duel»      | 20 de març de 2017   | 238 000 (9,1%)  |
| 23         | 11         | «El gran catacrac»  | 27 de març de 2017   | Sense anunciar  |
| 24         | 12         | «El gran comiat»    | 3 d'abril de 2017    | 253 000 (10,2%) |